# Bosiljevo (żupania bielowarsko-bilogorska)
Bosiljevo – wieś w Chorwacji, w żupanii bielowarsko-bilogorskiej, w mieście Čazma. W 2011 roku liczyła 283 mieszkańców.